# Mukarange (Kayonza)
Mukarange (Kinyarwanda Umurenge wa Mukarange) ist einer von 12 Sektoren im Distrikt Kayonza in der Ostprovinz von Ruanda.

## Geographie
Mukarange hat eine Fläche von 53,8 km² und liegt auf einer Höhe von etwa 1580 m. Der Sektor unterteilt sich in die fünf Zellen Bwiza, Kayonza, Mburabuturo, Nyagatovu und Rugendabari. Nachbarsektoren sind im Noden Gahini, im Osten Mwiri, im Süden Nyamirama und im Westen Muhazi. Innerhalb von Mukarange befindet sich die Stadt Kayonza.

## Bevölkerung
Zur Volkszählung von 2022 betrug die Einwohnerzahl 54.818. Zehn Jahre zuvor waren es 42.055, was einem jährlichen Bevölkerungszuwachs von 2,7 Prozent zwischen 2012 und 2022 entspricht.

## Verkehr
Durch den Sektor führt in Nord-Süd-Richtung die Nationalstraße 24. Von dieser geht im Zentrum von Kayonza die Nationalstraße 4 nach Westen ab und eine District Road nach Nordosten.